# Olsztyn
Pour l’article homonyme, voir Olsztyn (Silésie).
Allenstein, Holsten
Olsztyn (allemand : Allenstein, en vieux polonais : Holstin, en latin : Holsten, en vieux-prussien : Allenstein), est une ville de Pologne sur le Łyna (Alle), chef-lieu de la  Voïvodie de Varmie-Mazurie, dont elle est également la plus grande ville. Entre 1975 et 1998, Olsztyn fut la capitale de la voïvodie d'Olsztyn.
Située à peu près à mi-chemin entre Varsovie et Kaliningrad (ex-Kœnigsberg), Olsztyn est un important centre économique et culturel du nord de la Pologne.
La ville est le chef-lieu du powiat d'Olsztyn ainsi que du powiat-ville d'Olsztyn.

## Histoire
| Appartenances historiques État teutonique (1353-1454) Royaume de Pologne (1454-1455) État teutonique (1455-1463) Royaume de Pologne (1463-1569) République des Deux Nations (1569-1772) Royaume de Prusse (1772-1871) Empire allemand (1871-1918) République de Weimar (1918-1933) Reich allemand (1933–1945) Pologne populaire (1945–1989) Pologne (1989–présent) |

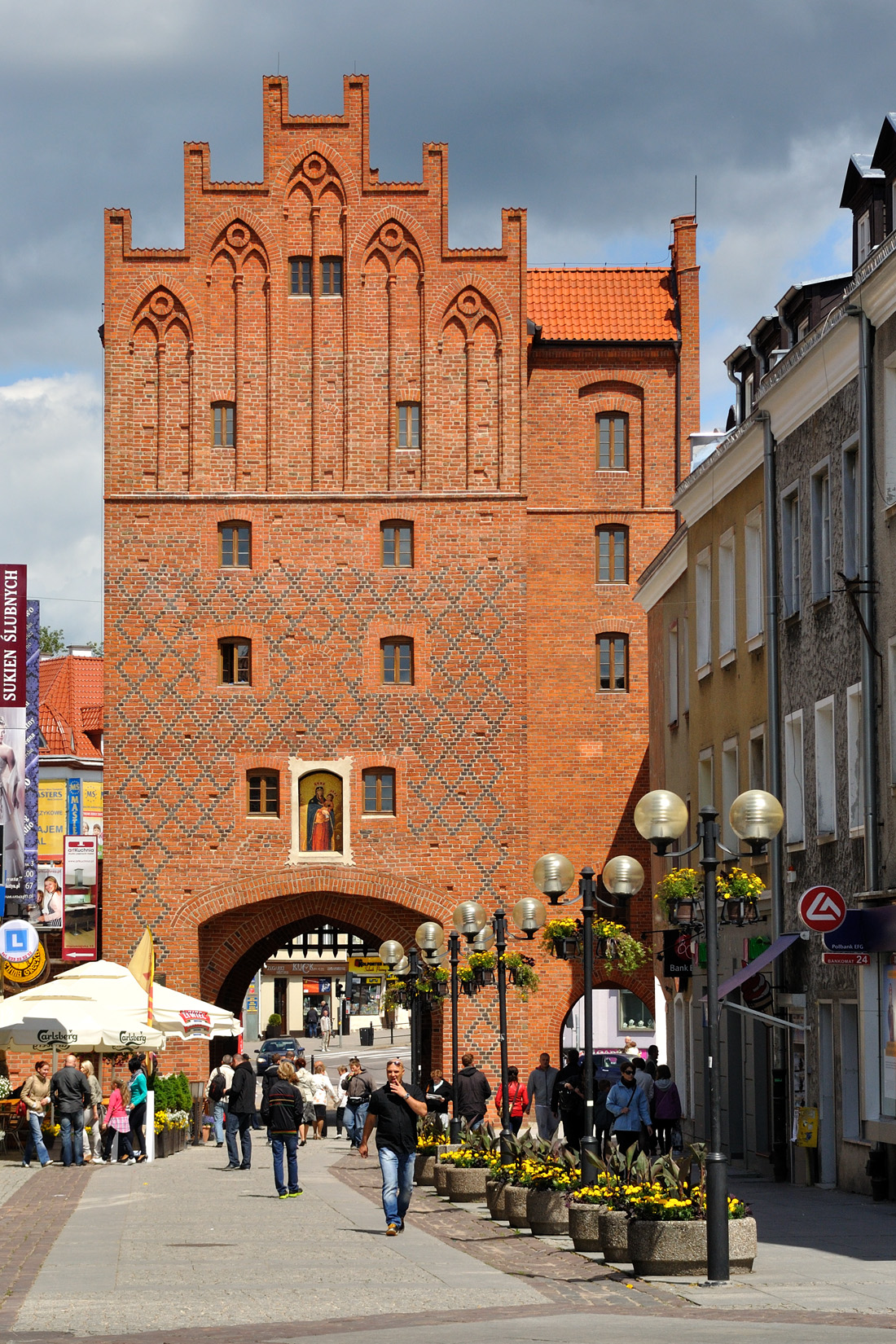
Porte de la ville.

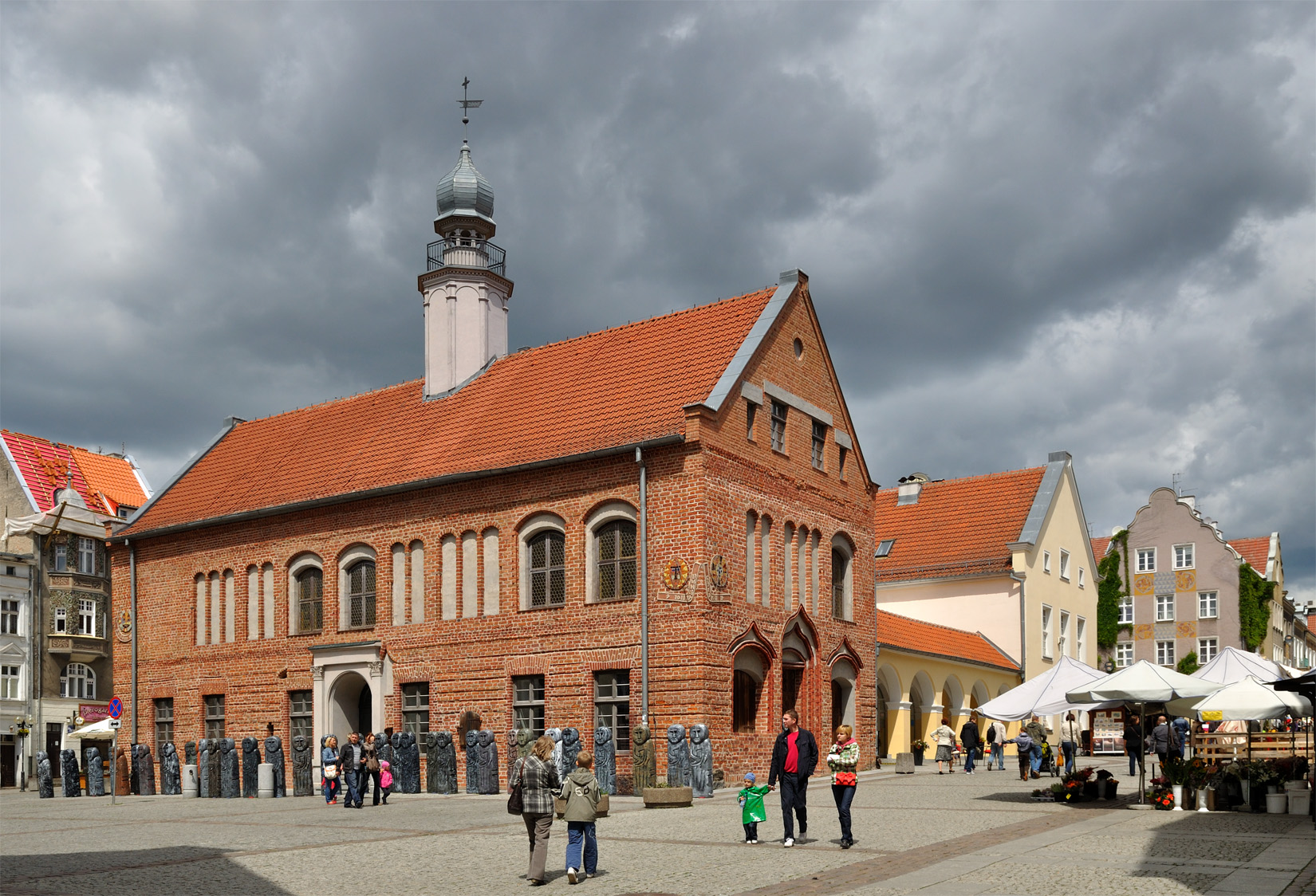
Hôtel de ville.

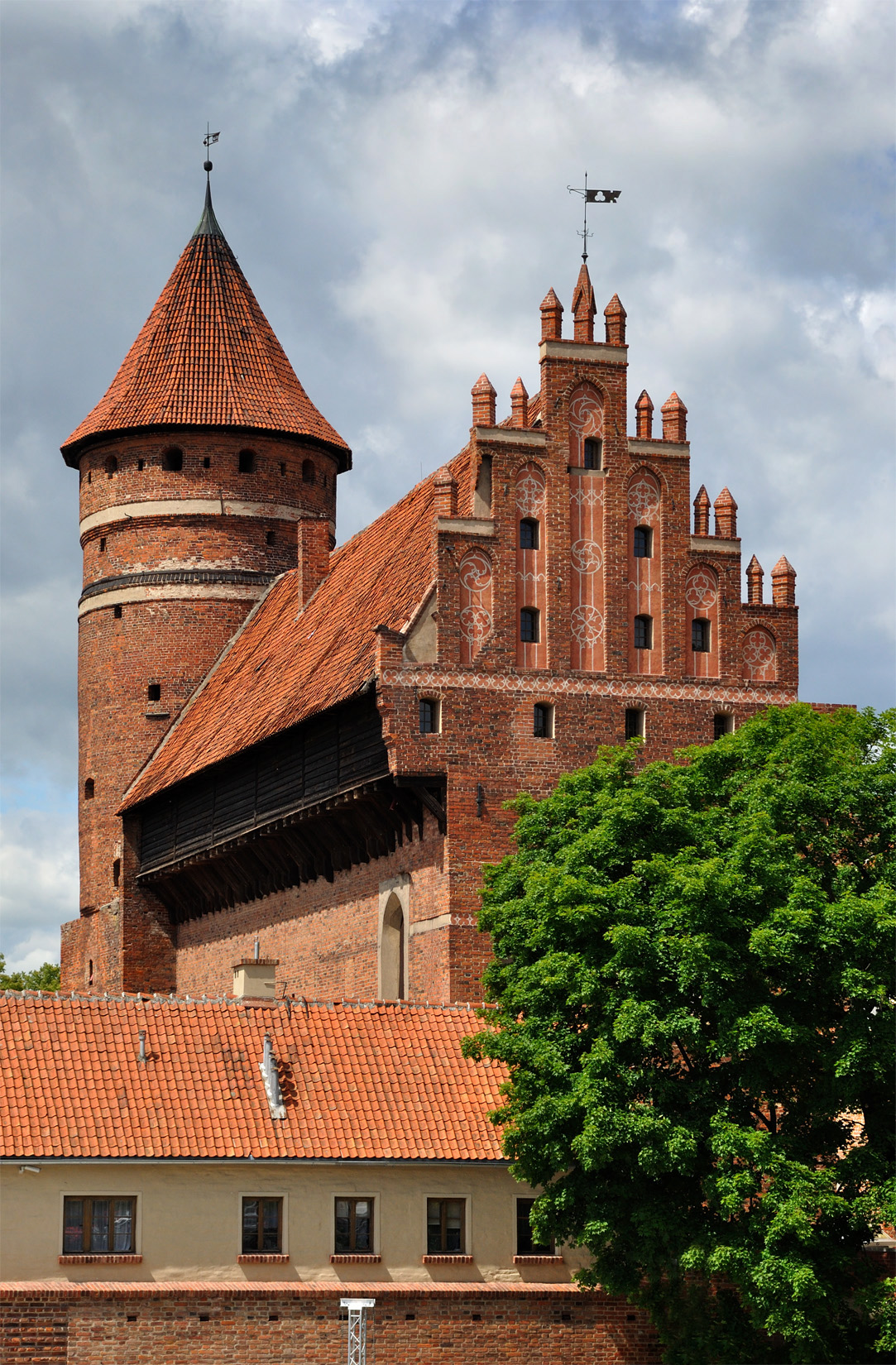
Château d'Olsztyn.

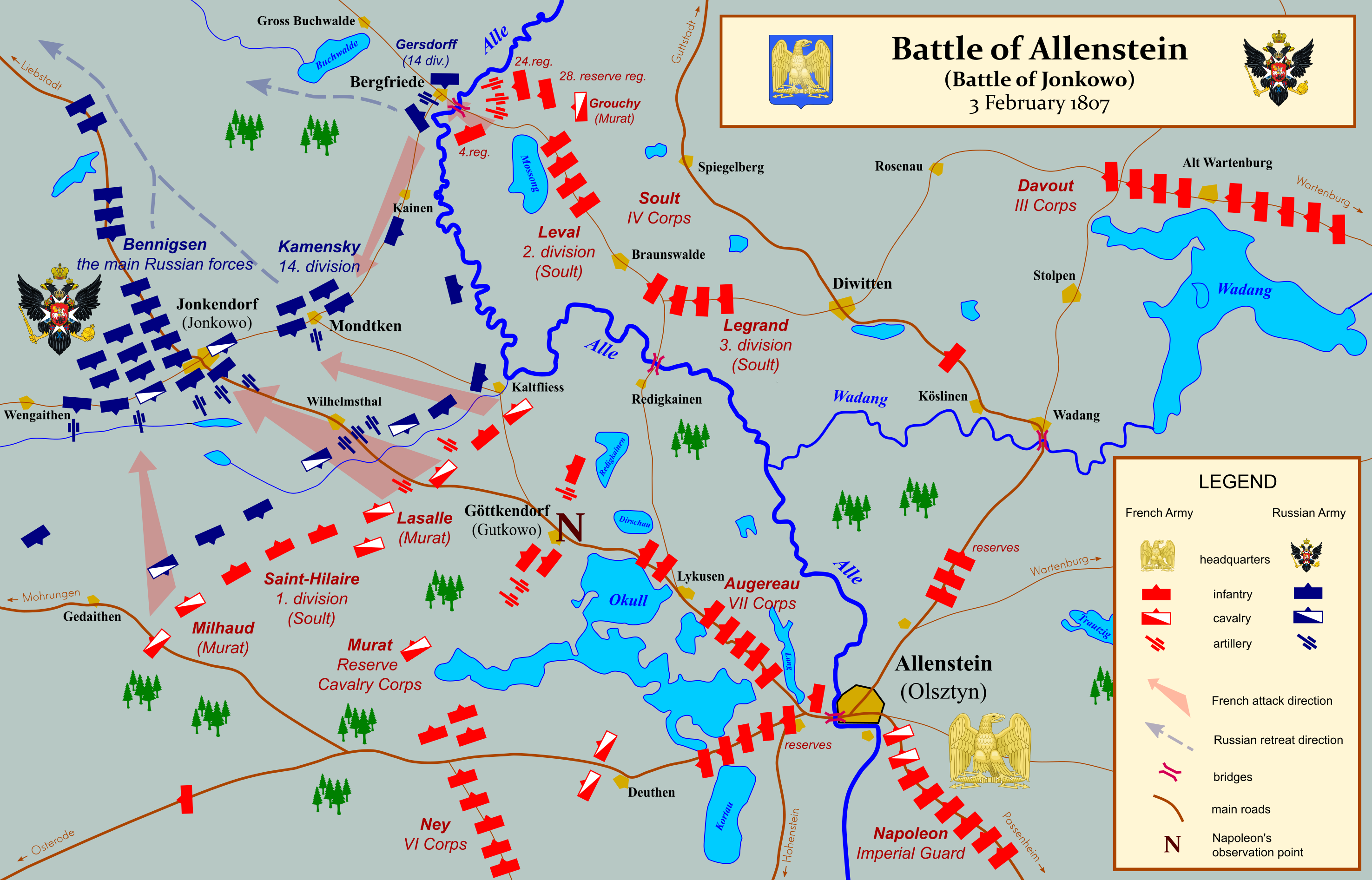
Bataille d'Allenstein ou Inkowo, 3 février 1807.

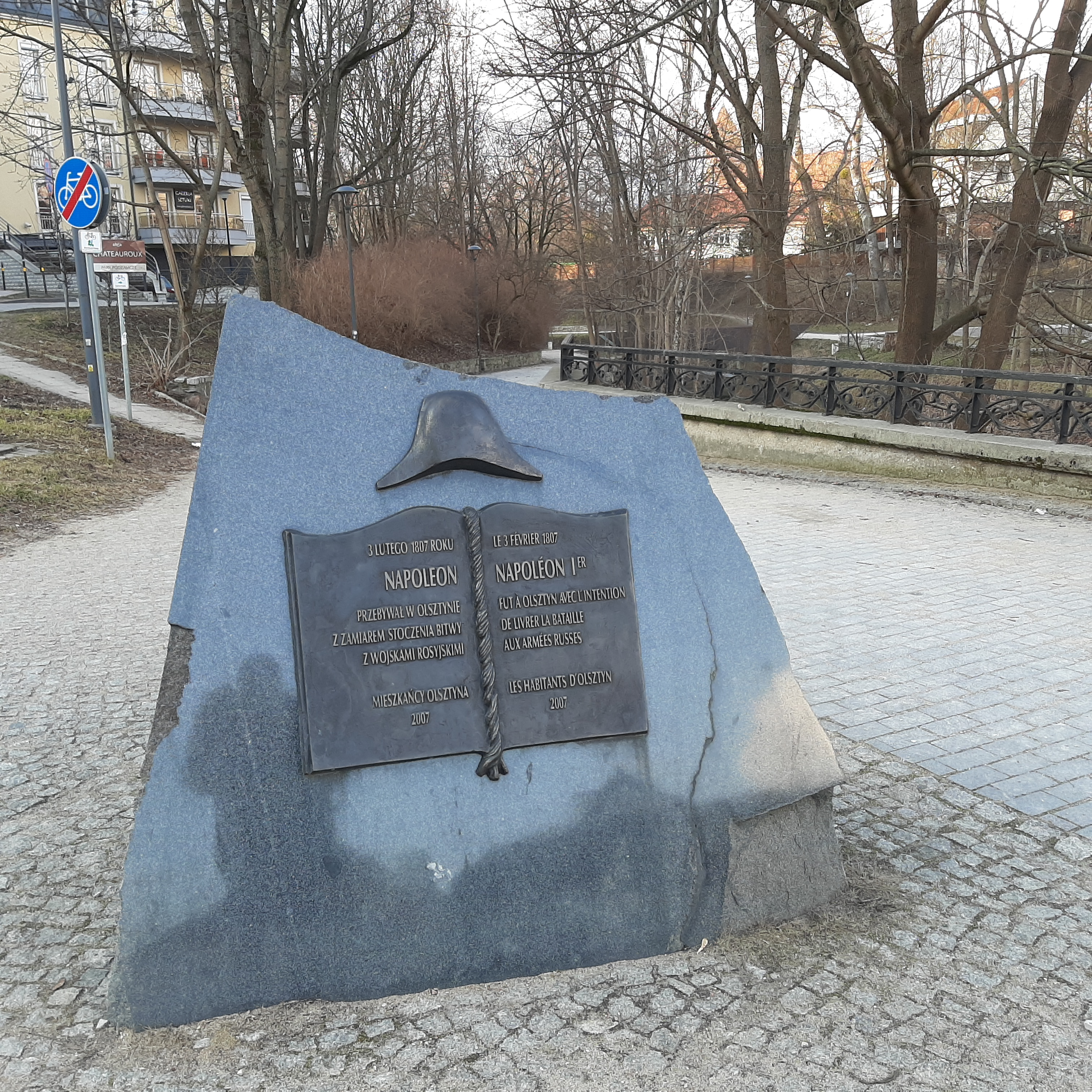
Pierre de à Olsztyn.

Olsztyn fut fondée sous le nom d’Allenstein sur la rivière Alle (calque allemand du vieux-prussien Alna) dans l’Ermeland, par les chevaliers teutoniques qui y construisirent une forteresse entre 1346 et 1353. Allenstein signifie « forteresse sur l'Alle ». Elle reçut une charte de droits municipaux de Johannes von Leysen (en), le 31 octobre 1353. La ville fut prise par les Polonais en 1410 et eut pour nom Holstin, puis quelques années plus tard retourna à l'Ordre des chevaliers teutoniques. Elle se rebella contre eux au cours du XVe siècle et fut reprise par la Pologne. En 1466, elle fit partie de la Prusse royale sous le nom d’Olstyn, après le (second) traité de Thorn, qui marqua la victoire du roi polonais Casimir IV Jagellon sur les chevaliers teutoniques lors de la guerre de Treize Ans. Allenstein et ses environs étaient peuplés d’Allemands qui passèrent à la réforme protestante, mais un certain nombre, contrairement à d'autres régions prussiennes, restèrent catholiques (Allemands de Varmie-Mazurie). La Prusse royale était devenue protectorat de la couronne polonaise, protectorat formel.
Nicolas Copernic y demeura entre 1516 et 1521, en tant qu’économe de la forteresse. Il créa une table astronomique indiquant les équinoxes sur les murs du cloître de la forteresse. Allenstein fut ravagée en 1655 et 1708 par les troupes suédoises, pendant les guerres polono-suédoises et frappée mortellement par la peste et le choléra en 1710. Le jeune royaume de Prusse intégra Allenstein et les populations allemandes sous domination polonaise lors du premier partage de la Pologne en 1772. La ville abritait alors 1 772 habitants, tous germanophones.
Napoléon Ier traversa la ville en 1807, après ses victoires d’Iéna et Auerstaedt. La ville fit partie de l’arrondissement d'Allenstein de 1810 à 1910, après quoi elle eut un conseil indépendant. Le journal Allensteiner Zeitung y fut fondé en 1841. L’hôpital de la ville ouvrit en 1867. Après la création de l'Empire allemand en 1871, Allenstein et sa province de Prusse-Orientale connurent un développement remarquable. La ville fut reliée en 1873 par chemin de fer à Thorn et les manufactures attirèrent une main d’œuvre d'autres provinces allemandes et souvent aussi polonaises. Un nouveau district fut créé en novembre 1905, le district d'Allenstein, partie sud de la province de Prusse-Orientale qui exista jusqu'en 1945.
Le téléphone fut installé en 1892, l'eau courante en 1898 et l'électricité en 1907. La ville fut occupée par les troupes de l'armée impériale russe en 1914 et reprise par les Allemands, après la bataille de Tannenberg-Grünwald, désastreuse pour les Russes. Lors du référendum, organisé par les Alliés en 1920, Allenstein choisit à 97,8 % de demeurer allemande et fit partie de l’État de Prusse, land incorporé à la nouvelle république d’Allemagne. Après l'arrivée au pouvoir d’Hitler en 1933, les minorités juives et polonaises furent graduellement persécutées. Lorsque la guerre éclata, elles furent déportées ou éliminées.
Le 22 janvier 1945, la ville fut prise d'assaut par l'Armée rouge victorieuse, occasionnant de graves destructions à la vieille ville, rapportées par Lev Kopelev, alors jeune officier. De janvier à août 1945, la population germanophone, n'ayant pas fui devant les troupes soviétiques, fut expulsée de la ville et remplacée par des Polonais dont une partie venue de territoires évacués à l'est.

## Climat
| Mois                                             | jan.       | fév.       | mars       | avril     | mai       | juin      | jui.      | août      | sep.      | oct.      | nov.       | déc.      | année      |
| ------------------------------------------------ | ---------- | ---------- | ---------- | --------- | --------- | --------- | --------- | --------- | --------- | --------- | ---------- | --------- | ---------- |
| Température minimale moyenne (°C)                | −4,4       | −3,8       | −1,5       | 2,6       | 7,1       | 10,7      | 13,1      | 12,7      | 8,9       | 4,7       | 1,2        | −2,6      | 4,1        |
| Température moyenne (°C)                         | −2         | −1,1       | 2,2        | 7,9       | 12,9      | 16,1      | 18,3      | 17,8      | 13,2      | 8         | 3,3        | −0,4      | 8          |
| Température maximale moyenne (°C)                | 0,4        | 1,8        | 6,2        | 13,3      | 18,6      | 21,7      | 23,8      | 23,4      | 18,1      | 11,8      | 5,5        | 1,7       | 12,2       |
| Record de froid (°C) date du record              | −30,6 1956 | −30,6 1956 | −23,5 1964 | −9,7 1996 | −4,8 1965 | −0,5 1951 | 4 1996    | 1,9 1964  | −4,2 1966 | −11 1956  | −20,2 1998 | −26 1961  | −30,6 1956 |
| Record de chaleur (°C) date du record            | 12,2 1991  | 16,7 1990  | 23,9 1968  | 30,2 2012 | 31,5 1979 | 33,7 2016 | 36,1 1994 | 36,2 1992 | 34,6 2015 | 25,9 1966 | 17,8 1968  | 13,2 1961 | 36,2 1992  |
| Précipitations (mm)                              | 42,1       | 33,1       | 39,4       | 37,5      | 59,8      | 70,1      | 88        | 63,8      | 58,5      | 57,7      | 47         | 45,4      | 642,4      |
| dont neige (cm)                                  | 197,6      | 214,8      | 116,4      | 13,4      | 0         | 0         | 0         | 0         | 0         | 3,7       | 27,4       | 111,7     | 685        |
| Nombre de jours avec précipitations              | 10,1       | 8,2        | 8,3        | 7,6       | 9,2       | 9,7       | 10,5      | 9,3       | 8,4       | 9,6       | 9,3        | 10,1      | 110,3      |
| dont nombre de jours avec précipitations ≥ 10 mm | 0,5        | 0,2        | 0,6        | 0,7       | 1,8       | 2,3       | 2,7       | 1,9       | 1,4       | 1,7       | 1          | 0,8       | 15,5       |
| Humidité relative (%)                            | 88,2       | 85         | 77,6       | 69,9      | 70,4      | 72,6      | 74,7      | 75,3      | 80,7      | 84,7      | 89,7       | 89,8      | 79,9       |
| Nombre de jours avec neige                       | 18,4       | 17,6       | 9,6        | 1,3       | 0         | 0         | 0         | 0         | 0         | 0,5       | 4,1        | 12,4      | 63,9       |

| Diagramme climatique                                  |             |             |             |             |              |            |              |             |             |          |             |
| J                                                     | F           | M           | A           | M           | J            | J          | A            | S           | O           | N        | D           |
| 0,4−4,442,1                                           | 1,8−3,833,1 | 6,2−1,539,4 | 13,32,637,5 | 18,67,159,8 | 21,710,770,1 | 23,813,188 | 23,412,763,8 | 18,18,958,5 | 11,84,757,7 | 5,51,247 | 1,7−2,645,4 |
| Moyennes : • Temp. maxi et mini °C • Précipitation mm |             |             |             |             |              |            |              |             |             |          |             |

## Olsztyn d'aujourd'hui
La ville comptait près de 180 000 habitants vers 2010.

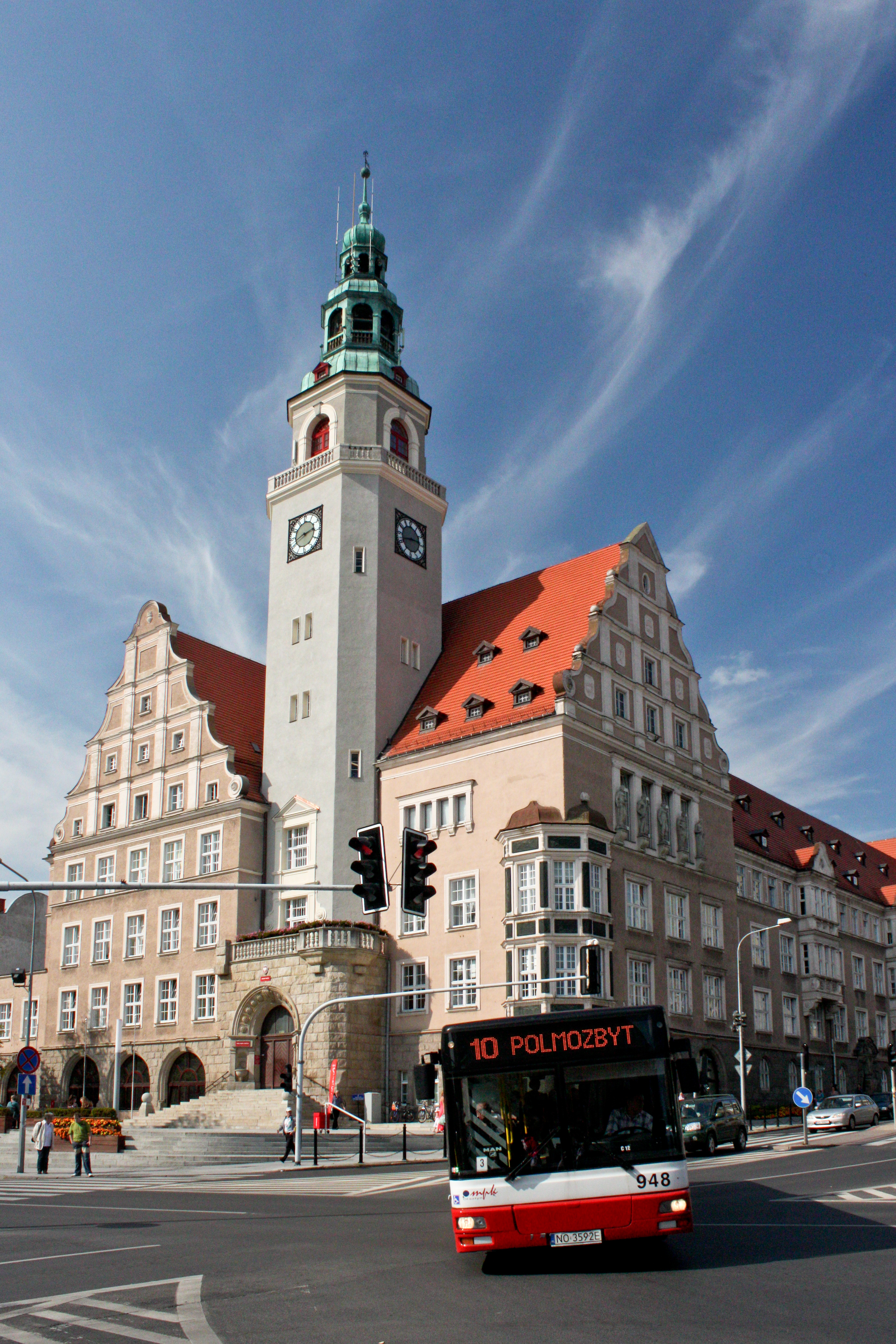
Nouvel hôtel de ville.

La Wysoka Brama (Haute porte), seul élément des murailles du XIVe siècle épargné par la guerre, est encore l'entrée officielle de la vieille ville, reconstruite dans les années 1950-1955, où ont été préservés un certain nombre de bâtiments de style Sécession. Cependant, les bâtiments récents de style baroque et Renaissance sont ici typiques de l'architecture stalinienne et n'ont pas grand rapport avec la ville même.

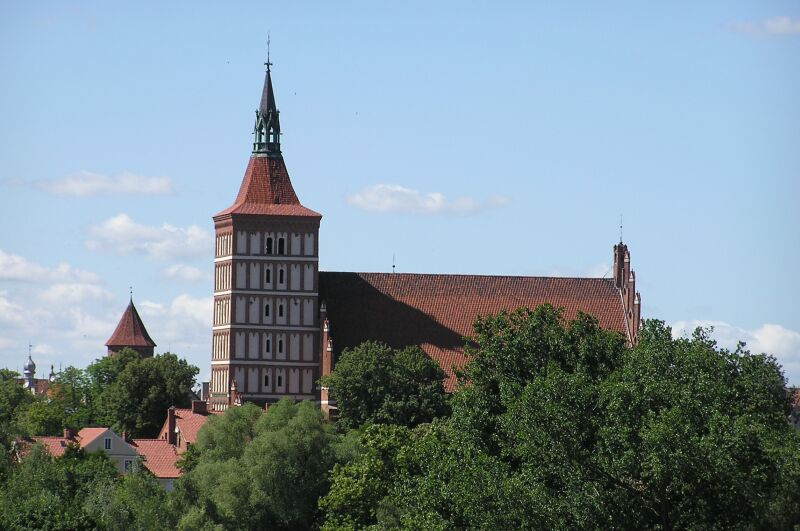
Cathédrale d'Olsztyn.

On peut y admirer le nouvel hôtel de ville (1912-1916) de style néo-Renaissance variante néogermanique, l'ancienne mairie, en style gothique tardif, restaurée pour le 650e anniversaire de la fondation de la ville en 2003, et plusieurs églises, dont la Katedra Św. Jakuba (cathédrale Saint-Jacques) du XIVe siècle, de style gothique. À l'intérieur de cette dernière, se trouvent un autel de la Sainte-Croix avec un triptyque Renaissance du XVIe siècle figurant la Crucifixion et un autel néogothique dédié à la Madone d'Ostrobrama (fin du XIXe siècle). Sa haute tour de 60 mètres date de 1596.
Le principal édifice de la ville reste le château gothique en brique rouge du chapitre de la cathédrale (XIVe siècle), résidence fortifiée des évêques de Varmie. Il abrite aujourd'hui le musée régional de Varmie-Mazurie, où se trouve une collection d'art et de mobilier régional, d'art populaire et d'artisanat datant parfois du XVIIe siècle et des trouvailles des fouilles archéologiques réalisées dans les environs.
Deux constructions de 1912 de l'architecte Erich Mendelsohn subsistent au cimetière juif de la ville, dans l'ancienne Seestrasse (actuelle ul. Zyndrama z Maszkowic), la chapelle des morts et la maison du jardinier. La chapelle a été rachetée par la Fondation polonaise Borussia.
Située dans la région des grands lacs de Mazurie, Olsztyn se trouve à proximité de quinze lacs, dont les lacs Dadaj, Długie, Kortowskie, de Krzywe, Lanskie, Pluszne, de Rejdykanya, d'Ukiel et de Skanda. On peut y faire des croisières ou louer un bateau pour se déplacer de façon autonome.
La ville attire beaucoup de touristes. Le taux de chômage y est l'un des plus bas de Pologne (7,8 % en 2006).

## Culture
- Musée de Warmia et Mazury à Olsztyn, situé dans le château gothique du chapitre de la Warmia. En juin 2017, Piotr Żuchowski est devenu le directeur du Musée de Warmia et Mazury à Olsztyn[2].
- Le planetarium et observatoire, présente des expositions temporaires et dispose d'audioguides.

## Économie

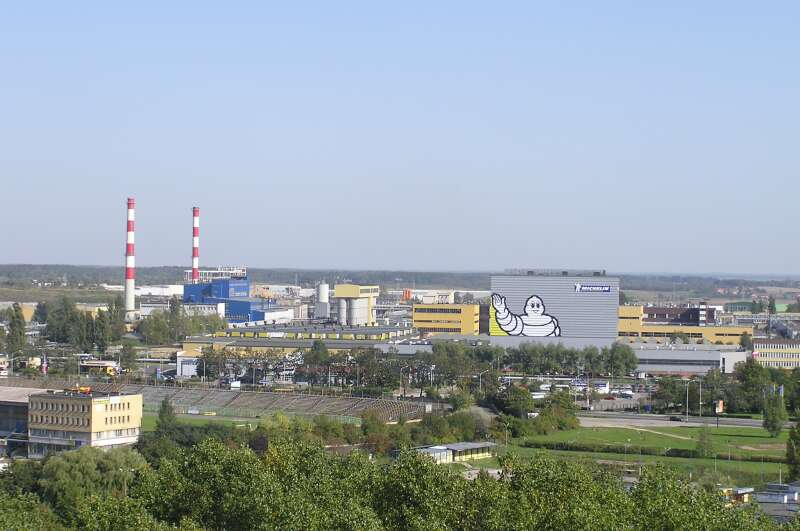
Site du groupe Michelin à Olsztyn.

La ville abrite une usine de fabrication de pneumatiques du groupe français Michelin.

## Communications
L'aéroport d'Olsztyn-Mazurie, situé vers Szczytno, est distant d'une cinquantaine de kilomètres.

## Personnalités liées à la municipalité
- Hugo Laemmer (de) (1835-1918), théologien catholique et professeur à l'université de Breslau
- Hugo Haase (1863-1919).
- Erich Mendelsohn (1887-1953), architecte.
- Margot Becke-Goehring (1914-2009), professeure de chimie inorganique à l'université de Heidelberg.
- Wojciech Płocharski (1964-).
- Piotr Grabarczyk (1982-), handballeur international.
- Joanna Jedrzejczyk (1987-), combattante d'arts martiaux mixtes.
- Anna Szymańczyk (1987-), actrice ;
- Filip Majchrowicz (2000-), footballeur.

## Jumelages
La ville d'Olsztyn est jumelée avec :
- Calp (Espagne) ;
- Châteauroux (France) depuis 1991 ;
- Gelsenkirchen (Allemagne) depuis 1992 ;
- Halmstad (Suède) depuis 2003 ;
- Kaliningrad (Russie) depuis 1993 ;
- Loutsk (Ukraine) depuis 1997 ;
- Offenbourg (Allemagne) depuis 1999 ;
- Richmond (États-Unis) depuis 1995 ;
- Rovaniemi (Finlande) depuis 1976.

Le lycée Rabelais de  Saint-Brieuc (France) est jumelé avec le lycée Kopernic d'Olsztyn.
Le lycée Chaptal de  Saint-Brieuc (France) est jumelé avec l'école d'électronique et de télécommunications d'Olsztyn : Zespół Szkół Elektronicznych i Telekomunikacyjnych w Olsztynie (ZSEiT).